# Muzeul Național de Antichități
Muzeul Național de Antichități a fost un muzeu din București, care astăzi este o secție a Institutului de Arheologie „Vasile Pârvan”. A primit în timpul guvernului Nicolae Iorga, ca sediu, Casa Macca.
Muzeul a fost înființat în secolul al XIX-lea, funcționând și în prima jumătate a secolului al XX-lea.
La conducerea MNA s-au succedat nume ilustre ale științei arheologice și ale vieții academice românești: Alexandru Odobescu, Grigore Tocilescu (1881-1909), George Murnu (1909-1910), Vasile Pârvan (1910-1927),  Ioan Andrieșescu (1927-1935), Vladimir Dumitrescu (1935-1938, 1940-1944), Scarlat Lambrino (1938-1940), Theofil Sauciuc-Săveanu (1944-1947). Devine parte a Institutului de Arheologie în 1956.